# الباكاوات
الباكاوات (اللاتينية: baquates) هي اتحادية قبائل مورية أمازيغية كانت تستوطن موريطنية الطنجية في زمن الاحتلال الروماني. كانت أراضي الباكاوات لا تخضع لاي سلطة غير سلطتهم وقد عرفوا بعلاقتهم المتوترة مع الرومان.

## مواطنهم
المرجح أن مواطن الباكوات كانت محصورة بين شمال ووسط الأطلس المتوسط والضفاف الغربية لنهر ملوية. غير أن فريزول جعل مواطنهم أوسع من ذالك في بداية القرن التاني ميلادي وحددها بين الاطلس المتوسط ونهر الشلف.
والمؤكد أنهم كانوا يستوطنون بجبال الاطلس المتوسط جنوب وجنوب شرق وليلي لذالك ارتبط اسمهم بهذه المدينة التابعة لروما في ذالك الوقت.
وقد ذكرهم بطليموس في فقرته عن موريطنية الطنجية بكتابه الجغرافية وحدد موطنهم بالأطلس المتوسط في نفس خط العرض المار من مدينة سلا.

## أصولهم
يرى جيروم كاركوبينو أن الباكوات كانو يستقرون بداية القرن التاني ميلادي بجانب كارطينا، وبعد فشل هجومهم على هذه المدينة فرض عليهم الأمبراطور هادريانوس التوجه غربا والاستقرار بموريطنية الطنجية. غير ان فريزول ومصطفى اعشي ذكروا ان الباكاوات كانوا مستوطنين بالاطلس المتوسط وملوية ولم يأتوا من كاطارينا.
كما أكد كاركوبينو على أن الباكاوات هم نفسهم برغواطة وان هذه الاتحادية القبيلة أستمرت إلى أكثر من 1000 سنة. بحيث يستوطن الباكاوات وبرغواطة نفس المناطق تقريبا. وأن كانت هذه الفرضية صحيحة فأصول الباكوات مثل البرغواطيين هي فالاغلب زناتية.

## تاريخ
نادرا ما ذكرت المصادر التاريخية أحداث تتعلق بقبائل الباكوات، فيمكن القول أن النقائش اللاتينية هي التي أمدتنا بجل المعلومات عن هذا الكيان القبلي. وقد تمت دراسة هذه النقائش وشرحها وإعطاء سياق تاريخي لها بكتاب نقائش معاهدات السلام بين البكوات الأمازيغ والرومان في موريطانيا الطنجية والذي نشره المعهد الملكي للثقافة الأمازيغية. ومنه ويمكن استخلاص ما يلي:
- في سنة 122 ميلادية تعرضت مدينة كاطرينا (تنس) لهجوم من طرف الباكوات التي يبدو أنها قطعت مناطق شاسعة قبل الوصول إلى الهدف المقصود. لكن الإمبراطور هادريان والذي كان باسبانيا قدم إلى شمال أفريقيا وقضى على ثورات الباكاوت وباقي القبائل الامازيغية الأخرى وقد سميت هذه الحملة حملة أغسطس. وقد أقامت السلطات الرومانية بعد هذا الهجوم نظامًا عسكريًا دفاعيًا، كما أنشأ هادريان معسكر كويكول في نوميديا.
- في سنة 140 ميلادية وبعد تعرض مدينة سلا الرومانية للهجوم والخراب من طرف قبائل الأطولول مما أدى بالرومان إلى التواصل مع زعيم الباكوات وابرام معاهدة سلم بينهما خوفا من مشاركتهم في الثورات والهجمات التي تشنها القبائل الأخرى.
- في العقد الثامن من القرن الثاني ميلادي تحالفت قبائل الباكاوات والماكانيتي وقادوا هجومًا على إقليم البيتيك باسبانيا كما شكلوا مصدر خطر وازعاج لوليلي عاصمة مقاطعة موريطنية الطنجية مما أدى بالرومان إلى تحصين المدينة وإعادة بناء أسوارها وكذالك عقد معاهدتي للسلم محاولين تهدئة هذه القبيلة.
- في عهد الإمبراطور الروماني الكسندر سيفيروس تحالفت قبائل الباكاوات مع جرانهم الشرقيين قبائل البافار ودخلوا في حرب ضد والي موريطانيا الطنجية فوريوس سيلسوس، غير أن الرومان هزموا هذا التحالف كما ذكر فيري توفنو. وقد اندلعت سلسلة من المعارك من حين إلى آخر وبلغت ذروتها بين سنتي 239 و241 ميلادية.
- في النصف التاني من القرن 3 ميلادي استطاعت قبائل الباكاوات التوسع فاحتلت السهول الغربية كما سيطرت على المعابر الاستراتيجية القريبة منها وهذا لصد هجمات القبائل الرحل القادمة من الجنوب. فزادت قوة هذه الاتحادية إلى درجة أن زعمائها أصبح يطلق عليهم مصطلح ملك في نقائش السلام مع الرومان كما عقدوا تحالف أو رابطة عسكرية مع روما لأول ويمكن الاستنتاج ان الباكاوت في هذا الوقت أصبحت أشبه بدولة قائمة بذاتها.
- وفي أواخر القرن الثالث ميلادي قاد الباكاوات القبائل المورية حربًا ضد قوات الاحتلال الروماني ففقدت روما على إثرها الجزء الجنوبي من أراضي موريطنية الطنجية التابعة لهم بما فيها مدينة وليلي.

## الزعماء والملوك
ذكرت النقائش التي عثر عليها في وليلي على عدة زعماء وملوك للباكاواتي وهم:
1. ايليوس تكودا Aeluis Tuccudas سنة 140م.
2. أوكميت Ucmetio سنة 173م زعيم التحالف بين الباكوات والماكينيت.
3. كنارطا Canartha سنة 180م.
4. ميموريس Memoris سنة 190م وهو ابن كنارطا.
5. اوريتي Ureti سنة 193م.
6. اليلاسن Ililasen سنة 200م وهو ابن اوريتي.
7. سيبمازين Sepmazine سنة 245 م.
8. ماتيف Matif سنة 277م
9. نفوزي Nuffusi سنة 280 م وهو ابن ماتيف.